# Lubeck Challenger 1998
Il Lubeck Challenger 1998 è stato un torneo di tennis facente parte della categoria ATP Challenger Series nell'ambito dell'ATP Challenger Series 1998. Il torneo si è giocato a Lubecca in Germania dal 16 al 22 febbraio 1998 su campi in sintetico indoor.

## Vincitori

### Singolare
Peter Wessels ha battuto in finale  Michael Kohlmann con il punteggio di 7–6, 6–3

### Doppio
Lorenzo Manta /  Andrew Richardson hanno battuto in finale  Stéphane Simian /  Tuomas Ketola con il punteggio di 7–6, 6–2